# Улица Коцюбинского (Москва)
У́лица Коцюби́нского (название утверждено 11 августа 1962 года) — улица в Москве, на территории района Кунцево Западного административного округа. Проходит между улицами Ивана Франко и Екатерины Будановой.

## Происхождение названия
Улица была застроена в составе города Кунцево и тогда называлась улица Чапаева.
При включении города Кунцево в состав Москвы в 1960 году название было заменено из-за наличия на севере Москвы Чапаевского переулка. 11 августа 1962 года улица была названа в честь классика украинской литературы Михаила Михайловича Коцюбинского (1864—1913).

## Здания и сооружения
- По нечётной стороне:
- № 5к1 — Аптека В-12, Химчистка, Дива
- № 7к1 — ПРО Архив
- № 9к1 — Новитранс, Магнит,
- По чётной стороне:
- № 4 — Зубастик, Medicalservice, Лотос
- № 4с3 — Центрбелмет, Студио Флэкс, Керамика Де Люкс
- № 4с7 — Срочный выкуп авто
- № 10 — МедСтомКом, Камелот, У дачи, СДЭК,

## Транспорт

### Ближайшие станции метро
- Станция метро «Кунцевская» Арбатско-Покровской и Филёвской линий, а также станция метро «Кунцевская» Большой кольцевой линии.

### Железнодорожный транспорт
- Станция «Кунцевская» Смоленского направления Московской железной дороги
- Платформа «Рабочий Посёлок» Смоленского направления Московской железной дороги

### Наземный транспорт
По улице проходят маршруты автобуса:
- № 73 (Метро «Молодёжная» — Метро «Филёвский парк»)[4]
- № 127 (Рублёво — Улица Коцюбинского)[5][6]